# Farmington, Connecticut
Farmington, kommun (town) i Hartford County, Connecticut, USA med 23 641 invånare (2000).
Farmington ligger i ett kuperat område längs Farmington River, en högerbiflod till Connecticutfloden. Området beboddes av tunxisstammen när kolonister från Hartford bosatte sig där 1640. Kolonin var den första i Connecticuts inland väster om Connecticutfloden. Namnet Farmington etablerades år 1645, vilket räknas som ortens grundläggningsår. År 1774 hade orten 5 963 invånare (källa: Noah Websters Grammatical Institute of the English Language) och var den till invånarantalet tredje största orten i Connecticut (efter New Haven och Norwich). Sedan dess har ett antal nya orter brutits ut ur Farmingtons område, bland dem New Britain och Avon.
Under slaveritiden var Farmington ett viktigt fäste för abolitionisterna och en viktig station på den så kallade underjordiska järnvägen (Underground Railroad), som förde förrymda slavar till friheten.  
Farmington är känt för sin naturskönhet och sin pittoreska bebyggelse från kolonialtiden längs Main Street. Här ligger bland annat den privata flickskolan Miss Porter's School, som bland sina elever har räknat Jacqueline Kennedy Onassis. Men orten är också ett centrum för modern företagsamhet, med högkvarter för bland annat hisstillverkaren Otis Elevator Company. University of Connecticut har sitt Health Center med sjukhus och läkarutbildning i Farmington. På gränsen till West Hartford ligger en av Hartfordområdets största shopping malls, Westfarms Mall.
Till sevärdheterna hör Hill-Stead Museum, med konst av flera av de stora impressionisterna och ett vidsträckt strövområde. Huvudbyggnaden är designad av Theodate Pope Riddle, en tidigare elev på Miss Porter's School och på sin tid en av Förenta staternas främsta kvinnliga arkitekter.